# La Haya (Bolívar)
La Haya es un centro poblado de San Juan Nepomuceno, Colombia, ubicado en el norte del departamento de Bolívar, tiene una extensión de 528 km cuadrados. 

## Vía de acceso
A este centro poblado se llega desde San Juan Nepomuceno, entrando por la estación de gasolina del barrio Nuevo San Juan. Se inicia el trayecto tomando la curva de la Loma “La Mala Hora”, pasando posteriormente por las entradas a las veredas Botijuela y Hayita. Se llega finalmente bajando la loma del Reventón. 
En el camino se observan cinco placas o huellas que son elementos estructurales utilizados en las vías terciarias, con el fin de mejorar la superficie de tránsito esto se recomienda para pendientes mayores de 10°, Estos elementos han mejorado el transporte de productos agrícolas desde el centro poblado hasta la cabecera municipal. Esta vía es destapada y al entrar la temporada invernal se incomunica con el resto de las poblaciones, debido a que el terreno se vuelve lodoso, impidiendo el tránsito de motos o vehículos (camperos). Solo se puede entrar a través con animales como mulos o caballos.

## Características generales

### Localización
Este centro poblado conecta además poblaciones como San Juan Nepomuceno, Mampujan, San Cayetano, Matuya, San Jacinto Mahates y María La baja.
A este centro poblado se llega desde San Juan Nepomuceno, entrando por la estación de gasolina del barrio Nuevo San Juan. Se inicia el trayecto tomando la curva de la Loma “La Mala Hora”, pasando posteriormente por las entradas a las veredas Botijuela y Hayita. Se llega finalmente bajando la loma del Reventón. 
En el camino se observan cinco placas- huellas que son elementos estructurales utilizados en las vías terciarias, con el fin de mejorar la superficie de tránsito. Se recomienda para pendientes mayores de 10%. Estos elementos han mejorado el transporte de productos agrícolas desde el centro poblado hasta la cabecera municipal. 
Esta vía es destapada y al entrar la temporada invernal se incomunica con el resto de las poblaciones, debido a que el terreno se vuelve lodoso, impidiendo el tránsito de motos o vehículos (camperos). Solo se puede entrar a través con animales como mulos o caballos.

### Clima y temperatura
El centro poblado se caracteriza por un clima cálido, con temperatura media anual del orden de 27,7 °C, con poca variación dentro del año (1,8 °C aproximadamente).

### Topografía e hidrografía
La Haya pertenece a la región natural de los Montes de María. Sus características de relieve permiten identificar un uso diferenciado en la parte alta de la región

## Instituciones
Cuenta con la presencia de las siguientes instituciones: 

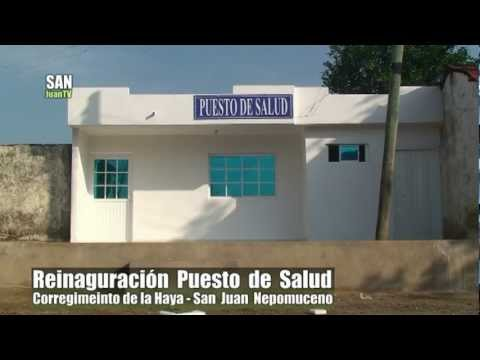
Puesto de Salud la Haya (Bolívar)

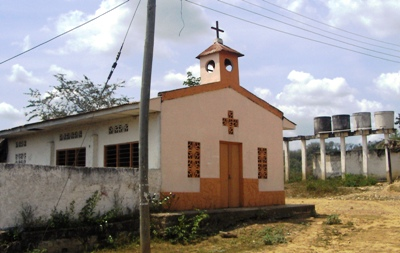
Iglesia de la Haya, San Juan Nepomuceno.

- Puesto de salud el cual fue inaugurado el 5 de marzo de 2012;
- Capilla de Iglesia católica' la cual es visitada 3 veces al mes por un sacerdote;
- Inspección de policía;
- Institución Educativa Normal Superior de los Montes de María la cual cubre los grados de preescolar, primaria y hasta 9 grado de bachillerato, razón por la cual los jóvenes deben continuar su formación académica en San Juan Nepomuceno;
- Kiosko del Plan Vive Digital el cual tiene el objetivo de impulsar la tecnología a través de la masificación del uso del Internet reduciendo la pobreza y generando empleos. Así mismo es una opción para estar más comunicados teniendo en cuenta que en el centro poblado no tiene señal telefónica,  por lo que los habitantes deben irse a las partes altas de los cerros para poder establecer comunicación con los operadores de telefonía celular.

## Economía local
El uso de la tierra ha sido especialmente agrícola donde se destacan el cultivo de ñame, yuca, aguacate, frutas como limón, naranja, maíz, melón, mango, patilla y papaya y la cría de especies menores, mientras que en los valles se explota la actividad ganadera.